# Ernodes palpatus
Ernodes palpatus är en nattsländeart som först beskrevs av Martynov 1909.  Ernodes palpatus ingår i släktet Ernodes och familjen sandrörsnattsländor. Inga underarter finns listade i Catalogue of Life.